# Hidrazidi
Hidrazidi su spojevi dobiveni iz oksokiselina zamjenom -OH sa -NRNR2.
Po redoslijedu opadajućeg prioriteta pri odabiru i imenovanju glavne karakteristične skupine, hidrazidi su deseti po redu razredni spojevi.